# Calle de Italia (Valladolid)
La calle de Italia es una vía pública de la ciudad española de Valladolid.

## Descripción
La vía, que pudo haberse llamado «calle de Camilo Calleja» pero que acabó denominándose en un primer momento «travesía de Zorrilla», adoptó el título que lleva en la actualidad en 1937. Discurre desde el paseo de Zorrilla hasta la calle de Gabilondo. Aparece descrita en Las calles de Valladolid de Juan Agapito y Revilla con las siguientes palabras:

Esta calle, en el primer intento de su apertura, llevaba el título de «calle de Camilo Calleja»; pero se le dió el que llevó de «travesía de Zorrilla», por acuerdo de la Comisión permanente municipal de 26 de Noviembre de 1930, en que fué aprobada definitivamente, según puede verse con más detalle en el apunto de la «calle de Alemania». Perteneció, como esta, a la llamada «huerta del Cascabel». Por acuerdo de la Comisión gestora de 28 de Abril de 1937, fué cambiada de nombre, por el deseo de que desapareciesen las tituladas «travesías», y se la puso el de «calle de Italia», por el motivo que se dejó expuesto al referir la indicada «calle de Alemania».
(Agapito y Revilla, 1937, p. 230)